# Synelmis amoureuxi
Synelmis amoureuxi är en ringmaskart som beskrevs av Salazar-Vallejo 2003. Synelmis amoureuxi ingår i släktet Synelmis och familjen Pilargidae. Inga underarter finns listade i Catalogue of Life.